# أتسوشي ماتسورا (لاعب كرة قدم مواليد 1981)
أتسوشي ماتسورا (باليابانية: 松浦 敦史) (28 ديسمبر 1981 في آيتشي في اليابان – )؛ هو لاعب كرة قدم ياباني سابق كان يلعب كلاعب وسط.

## وصلات خارجية
- أتسوشي ماتسورا (1981) على موقع رابطة كرة القدم اليابانية للمحترفين (اليابانية)